# NGC 572
NGC 572 је спирална галаксија у сазвежђу Вајар која се налази на NGC листи објеката дубоког неба.
Деклинација објекта је - 39° 18' 26" а ректасцензија 1h 28m 36,4s. Привидна величина (магнитуда) објекта NGC 572 износи 14,2 а фотографска магнитуда 15,2. NGC 572 је још познат и под ознакама ESO 296-31, MCG -7-4-9, PGC 5508.